# Coenosia scissura
Coenosia scissura este o specie de muște din genul Coenosia, familia Muscidae. A fost descrisă pentru prima dată de Ma în anul 1981. Conform Catalogue of Life specia Coenosia scissura nu are subspecii cunoscute.